# Buddy Miles
Buddy Miles (Omaha (Nebraska), 5 september 1947 - Austin, 26 februari 2008) was een Amerikaanse rock- en funkdrummer en zanger die vooral bekend is geworden door zijn werk met Jimi Hendrix' "Band of Gypsys", vanaf 1969 tot 1970. Daarnaast zat hij in de rockband The Electric Flag en de Buddy Miles Express. In 1972 bracht hij met Carlos Santana het album Carlos Santana & Buddy Miles! Live! uit. Dit album behaalde de top 10 in meerdere landen, waaronder de Verenigde Staten en Nederland, en verkreeg in de VS de platina status. Van 1986 tot 1994 gaf hij leiding aan de groep The California Raisins, waarmee hij vier albums opgenomen heeft. 
Hij overleed op 60-jarige leeftijd aan hartfalen.